# دسانی

دسانی یک برند آب بسته‌بندی‌شده ساخت شرکت کوکاکولا است که اکنون در ایران نیز قابل دسترسی می‌باشد. این محصول آب شیر فراوری‌شده است‌.

## بازار اروپا
این محصول در سال ۲۰۰۴ میلادی در انگلستان و ایرلند شمالی، پس از یک ماه بخاطر انتقاد شدید مطبوعات، از بازار جمع آوری و فروش آن بطور دائم متوقف شد. انتقادات عبارت بودند از: فروش آب لوله کشی به قیمت ۳۰۰۰ برابر، یافتن ماده سمی سرطان‌زای برومات در آب فراوری شده و افزودن غیر مجاز کلسیم، منیزیم و سدیم هیدروژن‌کربنات. 
تبلیغات و بازاریابی برای این محصول در سال ۲۰۰۴، در فرانسه و آلمان، به دلیل «مناسب نبودن مقطع زمانی» متوقف شد.

## انتقاد
در ۲۹ اکتبر ۲۰۰۷، انجمن جهانی حمایت از مصرف کننده Consumers International در لندن، به کوکاکولا به دلیل «برچسب تقلبی» آن جایزه منفی اعطا کرد (که برای محصولات بد ارائه می شود)، زیرا Dasani، علی رغم وعده های تبلیغاتی بزرگ، چیزی جز آب لوله کشی نیست.
در گزارشی که توسط سئول تایمز کره جنوبی در ۴ اکتبر ۲۰۰۷ منتشر شد، استفان فاکس اظهار داشت که چند بطری داسانی در روز می تواند بخاطر پتاسیم کلرید موجود در آب باعث آریتمی قلبی، تعریق، حالت تهوع یا تشنج شود.